# Anita Garibaldi (Santa Catarina)
Anita Garibaldi is een gemeente in de Braziliaanse deelstaat Santa Catarina, genoemd naar de revolutionaire heldin Anita Garibaldi. De gemeente telt 9.191 inwoners (schatting 2009).

## Geboren
- Fernando Menegazzo (1981), voetballer